# Sterling City
Sterling City – miasto w Stanach Zjednoczonych, w stanie Teksas, siedziba administracyjna hrabstwa Sterling.